# Ganigan López
Ganigan López est un boxeur mexicain né le 12 novembre 1981 à Mexico.

## Carrière
Passé professionnel en 2003, il remporte le titre de champion du monde des poids mi-mouches WBC le 4 mars 2016 après sa victoire aux points contre Yu Kimura. Lopez conserve son titre le 2 juillet suivant en battant aux points Jonathan Taconing avant d'être à son tour défait par Kenshiro Teraji le 20 mai 2017. Il perd également le combat revanche organisé le 25 mai 2018 par KO au 2e round ainsi que face à Ángel Acosta, champion WBO de la catégorie, le 30 mars 2019.

## Référence
1. ↑  (en) Ganigan Lopez Surges To Title Win Over Yu Kimura (boxingscene.com)